# Marginal Man
Marginal Man — американський хардкор-панк гурт із Вашингтона, округ Колумбія, заснований у 1982 році.

## Історія
Троє учасників гурту Marginal Man — вокаліст Стів Полкарі (Steve Polcari), гітарист Піт Мюррей (Pete Murray) та барабанщик Майк Манос (Mike Manos) — раніше грали разом у хардкор-гурті Artificial Peace, з міста Бетесда, штат Меріленд. Artificial Peace — помітний представник ранньої хардкор-сцени округу Колумбія. Один з треків гурту з’явився на збірці Flex Your Head, Dischord Records.
Після того, як гурт Artificial Peace розпався, колишні учасники гурту об’єдналися з басистом Андре Лі (Andre Lee) і гітаристом Кенні Інує (Kenny Inouye), щоб створити гурт Marginal Man.
Перший виступ гурту відбувся 19 листопада 1982 року, у підвальному приміщенні житлового будинку (як це було заведено у хардкор-панк спільноті) разом із гуртами Scream, Insurrection, Double-O, United Mutation та іншими.
За словами Полкарі, назва «Marginal Man» стосується концепції «мати друзів у двох або більше гуртах, але не бути частиною жодного окремого гурту. Щось на кшталт «дивитися ззовні.»»
Гурт Marginal Man був одним із перших хардкор-гуртів Вашингтону, у якому грало дві гітари (за винятком гуртів The Faith та Minor Threat).
За словами барабанщика гурту Minor Threat і співзасновника Dischord Records, Джеффа Нельсона, «Marginal Man найкраще використав дві гітари з усіх гуртів округу Колумбія»
Гурт часто гастролював і записувався. 24 березня 1988 року гурт дав «останній» концерт у клубі 9:30 Club.
Гурт ще кілька разів возз'єднувався, щоб дати черговий концерт:
- 29 серпня 1991 року у клубі 9:30 Club;
- 30 грудня 1995 року у клубі 9:30 Club;
- 20 серпня 2011 року у клубі Black Cat.[8]

Гітарист Кенні Іноуе є сином покійного колишнього члена Конгрессу, сенатора та володаря Почесної медалі, Даніеля Іноуе, штат Гаваї.

## Дискографія

### Релізи
- Identity 12" EP (Dischord Records, 1984)/CD EP (Dischord, 1997)
- Double Image LP (Gasatanka/Enigma Records, 1985)/CD (In Your Eye, 2000)
- Marginal Man LP/CS (Giant Records, 1988)

### Збірники різних виконавців
- "Marginal Man" on the "Alive And Kicking" 7" compilation (WGNS Recordings, 1985)
- "Stones Of A Wall" on the "State Of The Union" LP compilation (Dischord, 1989)
- "Friends" on the "Going Nowhere Slow" LP compilation (Double A Records, 1990)
- "Mainstream" and "Tell Me" on the "...And The Fun Just Never Ends" CD compilation (Lost And Found Records, 1993)
- "Missing Rungs" and "Manipulator" on the "20 Years Of Dischord" 3xCD compilation (Dischord, 2003)

## Склад гурту
- Стів Полкарі (Steve Polcari) — вокал
- Піт Мюррей (Pete Murray) — гітара, вокал
- Кенні Іноуе (Kenny Inouye) — гітара
- Андре Лі (Andre Lee) — бас
- Майк Манос (Mike Manos) — барабани

## Інші джерела
- Southern Records web site biography
- Dischord Records
- Interview with Kenny Inouye on Dissonance Radio